# William S. Sadler
William Samuel Sadler (24 de junho de 1875 — 26 de abril de 1969) foi um cirurgião e psicanalista americano, que ajudou a publicar O Livro de Urântia.
William Samuel Sadler nasceu em 24 de junho de 1875, em Spencer, Indiana, filho de Samuel Cavins Sadler e Isabelle Sarah Wilson. Sadler nunca foi matriculado em escolas públicas. Apesar de sua falta de educação formal, Sadler lia muitos livros.
Sadler mudou-se para Michigan quando adolescente para trabalhar no Sanatório de Battle Creek. Lá ele conheceu o médico e saúde alimentar promotor John Harvey Kellogg, co-fundador da Kellogg. Sadler formou-se na Battle Creek College em 1894 e posteriormente trabalhou para o irmão John Kellogg, William K. Kellogg como vendedor de alimentos saudáveis.
Em 1897 Sadler se casou que conheceu há quatro anos. Seu primeiro filho, nascido em 1899, morreu pouco tempo depois. Seu segundo filho, William S. Sadler J.r., nasceu em 1907. Mais tarde, adotou uma filha, Emma Christensen.
Sadler escreveu sobre muitos temas. Em 1909, ele publicou seu primeiro livro, foi um trabalho evangélico. Muitos dos livros de Sadler se concentram em tópicos populares de autoajuda. Em 1936, Sadler publicou Teoria e Prática da Psiquiatria, um trabalho 1.200 páginas, em que ele tentou dar um esboço detalhado da psiquiatria.
Em 1910, ele viajou para a Europa para estudar psiquiatria com Sigmund Freud em Viena. Em alguns momentos entre 1906 e 1911, Sadler tentou tratar um paciente com uma condição de sono incomum. Enquanto o paciente estava dormindo ele falou com Sadler e alegou ser um extraterrestre. Sadler passou anos observando o homem dormindo em um esforço para explicar o fenômeno, e, finalmente, decidiu que o homem não tinha doença mental e que suas palavras eram verdadeiras.
Sadler e sua esposa se mudou para uma casa no estilo Art Nouveau, a primeira residência de estrutura de aço em Diversey Parkway em Chicago, em 1912. O casal operava a sua prática médica no edifício.
À medida que envelhecia, Sadler permanecia normalmente com boa saúde, com a exceção de uma condição que levou à remoção de um olho.. Ele morreu em 26 de abril de 1969, aos 93 anos de idade. Christensen lembra que Sadler foi visitado por amigos e familiares, em seu leito de morte;. falando-lhe de sua confiança em uma vida feliz após a morte. Ele recebeu um obituário completo da coluna no Chicago Tribune, que discutiu o seu sucesso como médico, mas não sua associação com O Livro de Urântia.